# Vartegn
Et vartegn er et kendetegn: et bygningsværk, et kunstværk eller et monument, der er et iøjnefaldende symbol for en lokalitet.

## Eksempler på vartegn
Det mest kendte vartegn i Paris er Eiffeltårnet. Indiens markanteste vartegn er Taj Mahal, og Københavns mest kendte vartegn er Den lille Havfrue.
Ordet vartegn kommer fra plattysk warteken. På højtysk hedder det Wahrzeichen.
| Bygning eller seværdighed | Spire Denne artikel om en bygning, et bygningsværk eller en seværdighed er en spire som bør udbygges. Du er velkommen til at hjælpe Wikipedia ved at udvide den. |